# Joe Shuster
Joseph Shuster (10. července 1914 Toronto – 30. července 1992 Los Angeles) byl kanadsko-americký komiksový kreslíř židovského původu, který se nejvíce proslavil spoluvytvořením postavy Supermana v červnu 1938 (spolu s Jerrym Siegelem). Později byl zapojen do řady právních bitev o vlastnictví postavy Supermana. Jeho komiksová kariéra po Supermanovi byla poměrně neúspěšná a v polovině 70. let Shuster opustil obor úplně kvůli částečné slepotě. On a Siegel byli v roce 1992 uvedeni do Síně slávy Willa Eisnera a v roce 1993 do Síně slávy Jacka Kirbyho. V roce 2005 založila Canadian Comic Book Creator Awards Association ocenění Joe Shuster Awards, pojmenované na jeho počest.